# Wytches (album)
Wytches è un album del gruppo rock gotico inglese Inkubus Sukkubus pubblicato nel 1994 dall'etichetta discografica Resurrection Records.

## Tracce
1. Wytches – 3:08
2. Queen of the May – 3:22
3. Pagan Born – 3:04
4. Gypsy Lament – 2:50
5. Leveller – 3:16
6. Call Out My Name – 3:29
7. Conquistadors – 3:13
8. Burning Times – 5:01
9. Song to Pan – 3:03
10. Enchantment – 4:05
11. Catherine – 3:05
12. Church of Madness – 3:40
13. The Rape of Maude Bowen – 4:31
14. Dark Mother – 4:17
15. Devils – 5:25